# Barberton, Mpumalanga
Barberton este un oraș din Africa de Sud.